# ベッシー・マクニコル
ベッシー・マクニコル（Elizabeth "Bessie" MacNicol、1867年7月15日 - 1904年6月4日）はスコットランドのポスト印象派の画家である。グラスゴーが拠点の女性画家たちの集まり、「グラスゴー・ガールズ」を代表する画家となったが、10年ほどの活動の後、37歳で没した。

## 略歴
グラスゴーで生まれた。父親は教師であった。1887年から1892年までグラスゴー美術学校で学んだ。美術学校の校長に認められて留学を勧められ、パリに渡り、私立の美術学校、アカデミー・コラロッシで学んだ。1893年にスコットランド王立美術院の展覧会に初めて出展した。留学を終えて、グラスゴーに戻り、1895年に王立グラスゴー美術協会（Royal Glasgow Institute of the Fine Arts）の展覧会に留学中の作品を出展した。1896年にスタジオを購入した。また「グラスゴー・ボーイズ」と呼ばれた芸術家が集まっていた場所のひとつ、スコットランド西部のカークブリ（Kirkcudbright）でも過ごした。カークブリで暮らす画家のエドワード・ホーネル（Edward Atkinson Hornel:1864–1933）の肖像画を1896年に描いた。1899年に元画家志望の医師、アレクサンダー・フリューと結婚した。グラスゴーの大きなスタジオのある家に住み、制作を行い、1901年にヌード画の大作「Vanity」はミュンヘンの展覧会に出展された。10年ほど、画家として活躍した後1904年に没した。、

## 作品

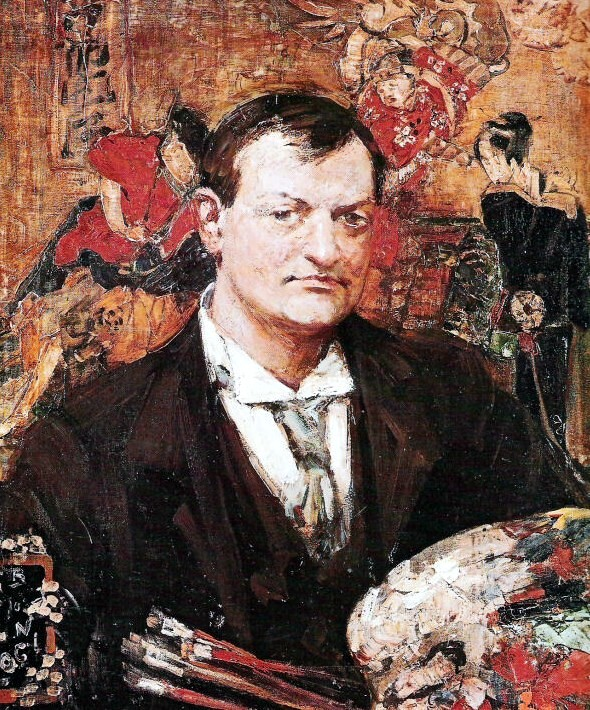
E.A.ホーネルの肖像画
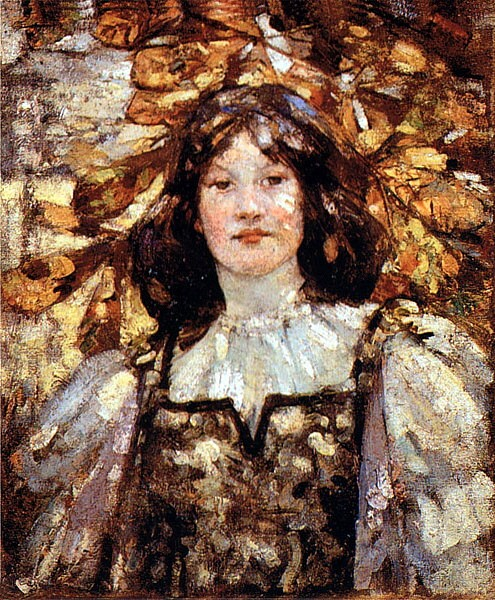
Autumn
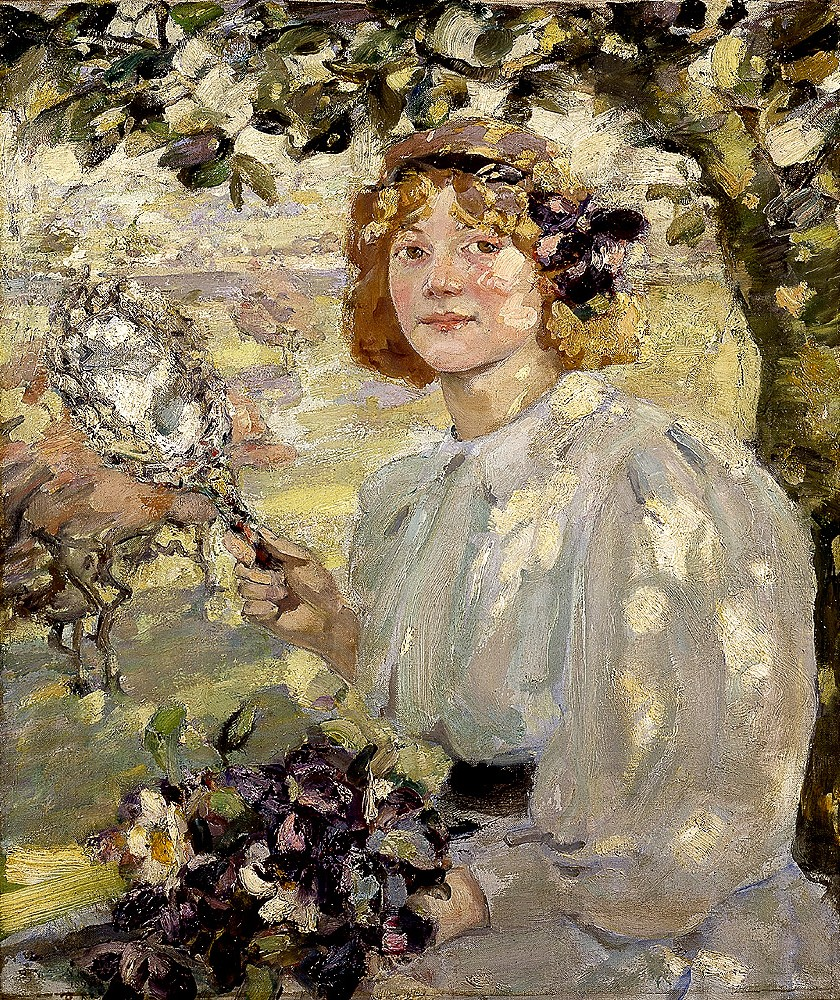
Under the apple tree
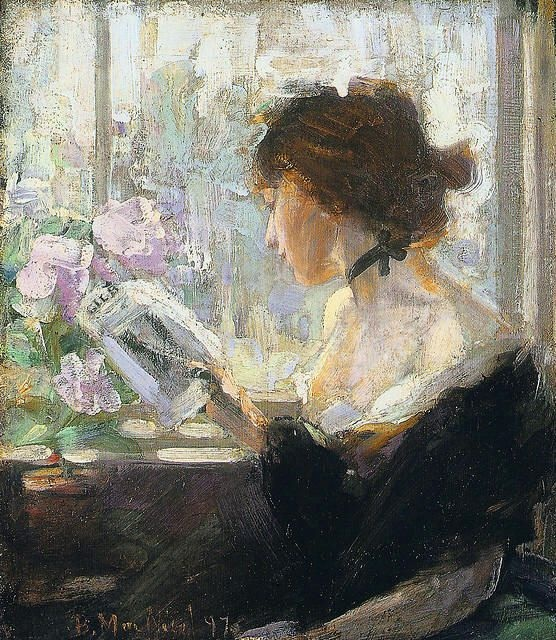
Reading
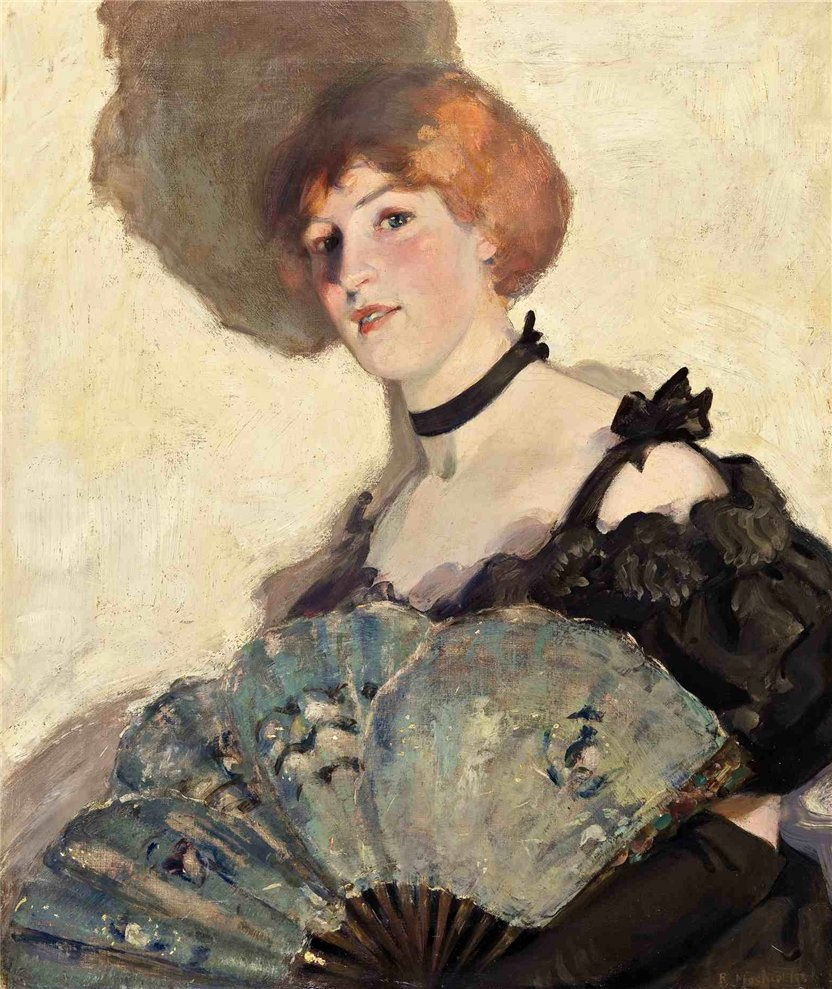
Lamplight
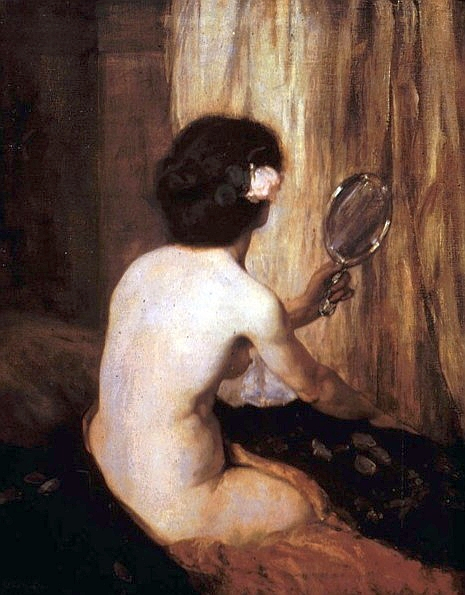
Vanity
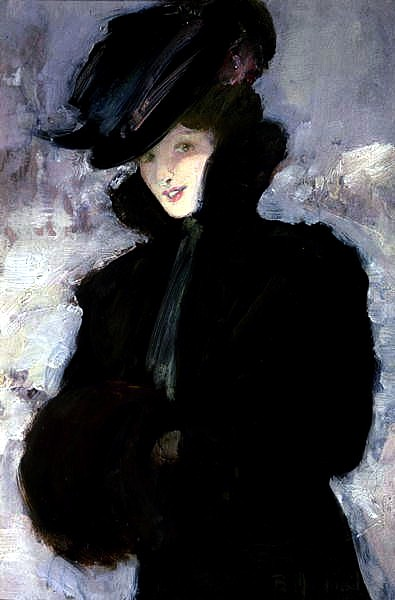
The fur coat
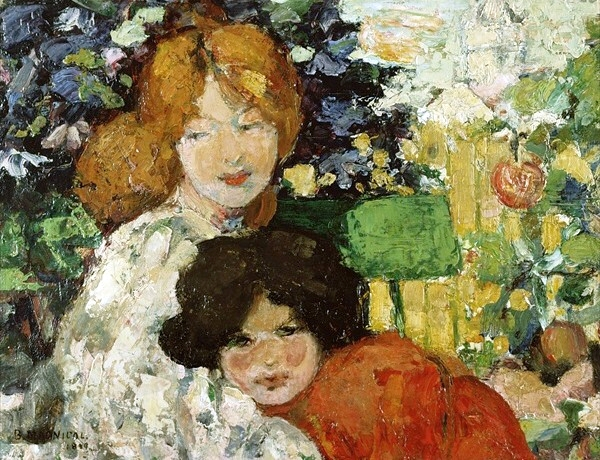
Two sisters